# Stylopauropus senticosus
Stylopauropus senticosus är en mångfotingart som beskrevs av Paul Auguste Remy 1956. Stylopauropus senticosus ingår i släktet skaftfåfotingar, och familjen fåfotingar. Inga underarter finns listade i Catalogue of Life.